# They Don't Care About Us
„They Don't Care About Us“ je píseň amerického zpěváka Michaela Jacksona z alba HIStory: Past, Present and Future, Book I, která se dostala do první desítky žebříčků ve všech evropských zemích a navzdory tomu, že se ji v USA zdráhaly hrát kvůli kontroverznímu textu dosáhla 30. místa v Billboard Hot 100. Používá se při protestech hnutí Black Lives Matter. Jako singl vyšel 16. dubna 1996. Píseň napsal a produkoval sám Jackson.

## Význam textu
Píseň má být kritikou předsudků a následné nesnášenlivosti. Přesto byla často především v USA kritizována za údajný rasistický a antisemitský obsah v textu „Jew me, sue me, everybody do me/ Kick me, kike me, don't you black or white me.“ („Dělejte ze mě Žida, žalujte mě. Všichni se na mě vrhněte. Kopejte do mě, odsuďte mě (kvůli etnické zášti vůči židovské osobě). Nebudete ze mě teď dělat černocha nebo bělocha.“). Jackson se proti tomu ohradil: „Myšlenka, že tyto texty mohou být považovány za nevhodné, mi je velmi nepříjemná, protože to je zavádějící. Píseň je ve skutečnosti o bolesti z předsudků a nenávisti a je to způsob jak upoutat pozornost na sociální a politické problémy. Jsem hlas obviněného a napadeného. Jsem hlasem každého. Jsem skinhead, já jsem Žid, já jsem černý muž, já jsem bílý muž. Nejsem ten, kdo útočí. Je to o nespravedlnosti vůči mladých lidem a o tom, jak je systém může neoprávněně obvinit. Jsem naštván a pobouřen z toho, že bych mohl být tak špatně pochopen.“

## Videoklip
K písni byly natočeny hned 2 videoklipy. První byl natočen v Brazílii, navzdory nevoli úředníků, kteří se to snažili zakázat, protože se obávali, že obrazy chudoby by mohli negativně ovlivnit cestovní ruch. Také se obávali, že scény chudoby a porušování lidských práv, by k tomu ještě mohli snížit šance na pořádání Letní olympiády v roce 2004. Nakonec i přes původní neschválení brazilskými úřady mu to bylo díky soudu umožněno k nadšení mnoha brazilských fanoušků. Ve videoklipu jsou i ukázány záběry 2 fanynek, které se dostaly přes ochranku. První ho objala a druhá dokonce povalila na zem. Oblast kde se natáčelo muselo uzavřít 1500 policistů. Spolupracoval zde s 200 členy brazilské kultovní skupiny Olodum, V roce 2009 Billboard popsal oblast, kde natáčel jako „vzorový model sociálního rozvoje“ a tvrdil, že Jacksonův vliv byl částečně zodpovědný za toto zlepšení.
Druhá méně známá verze byla natočena ve vězení, kde byl Jackson natáčen sám v cele nebo v jídelně se spoluvězni i bez nich. Je zobrazen i s pouty. Videoklip je soustavně prokládán skutečnými záběry policistů útočících na Afroameričany, vojenského zásahu proti protestům na náměstí Nebeského klidu, Ku Klux Klanu, válečných zločinů, genocidy, poprav, nelidskosti stanného práva a dalšími záběry porušování lidských práv.